# Lychnis cognata
Lychnis cognata Maxim. – gatunek rośliny z rodziny goździkowatych (Caryophyllaceae Juss.). Występuje naturalnie w Rosji (wschodnia część Syberii), na Półwyspie Koreańskim oraz w Chinach (w prowincjach Hebei, Heilongjiang, Henan, Jilin, Liaoning, Shaanxi, Szantung, Shanxi, Zhejiang, a także regionie autonomicznym Mongolia Wewnętrzna). 

## Morfologia
PokrójBylina dorastająca do 30–90 cm wysokości. Łodyga jest nieco rozgałęziona. Pędy są owłosione.
LiścieMają owalnie lancetowaty kształt. Mierzą 50–110 mm długości i 10–40 mm szerokości. Są owłosione. Nasada liścia jest klinowa. Blaszka liściowa jest o ostrym wierzchołku.
KwiatySą pojedyncze lub zebrane w wierzchotki, rozwijają się na szczytach pędów. Kielich ma dzwonkowaty kształt i dorasta do 20–25 mm długości. Płatki są dwudzielne i mają czerwonopomarańczową barwę.
OwoceTorebki o jajowato elipsoidalnym kształcie. Dorastają do 15 mm długości.

## Biologia i ekologia
Rośnie na łąkach, w zaroślach oraz lasach. Występuje na wysokości od 500 do 2000 m n.p.m. Kwitnie od czerwca do lipca.